# Orphei Drängar

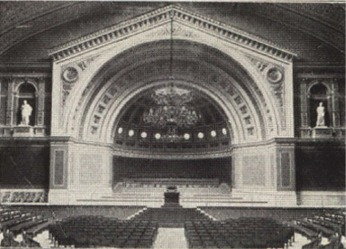
Aula der Universität Uppsala

Orphei Drängar, oder üblicherweise OD genannt (Sångsällskapet Orphei Drängar), ist ein schwedischer Männerchor. Orphei Drängar wurde im Dezember 1853 im Umfeld der Universität Uppsala gegründet. Der Chor gibt jährlich mehrere Konzerte, und seit 1962 die Caprice in der Universitätsaula zu Uppsala. Der Chor hat in etwa 30 Ländern konzertiert, in Deutschland erstmals 1892.
Seit 2008 wird der Chor von Cecilia Rydinger geleitet. Hauptberuflich ist sie für die Ausbildung von Orchesterdirigenten an der Königlichen Musikhochschule Stockholms verantwortlich, wo sie als Professorin tätig ist. Cecilia Rydinger ist Mitglied der Königlich Schwedischen Musikakademie. Der Chor tritt bei dem am 29. September 2023 erschienenen Lied This Is Home von Peter Gabriel auf seinem Album i/o auf.

## Chefdirigenten
- 1853–1854: Oscar Arpi
- 1854–1880: Jacob Axel Josephson
- 1880–1909: Ivar Eggert Hedenblad
- 1909–1910: Wilhelm Lundgren
- 1910–1947: Hugo Alfvén
- 1947–1951: Carl Godin
- 1951–1985: Eric Ericson
- 1985–1991: Eric Ericson und Robert Sund (parallel)
- 1991–2008: Robert Sund
- 2008–: Cecilia Rydinger